# Regele Scorpion: Războinicul
Regele Scorpion: Războinicul (titlu original: The Scorpion King 2: Rise of a Warrior) este un film american direct-pe-DVD de acțiune de aventuri din 2008 regizat de Russell Mulcahy și scris de 	Randall McCormick după personaje create de Stephen Sommers. Rolurile principale au fost interpretate de actorii 
Michael Copon, Karen David și Simon Quarterman. Este un prequel al filmului Regele Scorpion din 2002, la rândul său un prequel al filmului Mumia (1999), o reimaginare a filmului omonim din 1932.

## Distribuție
- Michael Copon - Mathayus
  - Pierre Marais - Young Mathayus
- Karen David -  Layla
- Simon Quarterman - Ari
- Tom Wu -  Fong
- Andreas Wisniewski - Pollux
- Randy Couture -  Sargon / Sarkhan
- Natalie Becker - Astarte
- Jeremy Crutchley - Baldo
- Shane Manie - Jesup